# Пенсне в золотой оправе
«Пенсне́ в золото́й опра́ве» (англ. The Adventure of the Golden Pince-Nez) — один из рассказов английского писателя Артура Конан Дойля о знаменитом сыщике Шерлоке Холмсе. Входит в сборник рассказов «Возвращение Шерлока Холмса», опубликованный в 1905 году и состоящий из тринадцати рассказов, написанных в 1903—1904 годы. Сборник составлен самим автором.

## Сюжет
В конце ноября 1894 года к Холмсу в очередной раз за помощью обращается инспектор Стенли Хопкинс. В загородном доме  профессора Корэма происходит загадочное убийство его секретаря,  мистера Уиллоуби  Смита. Прибежав на крик в кабинет профессора, пожилая экономка,  миссис Маркер, обнаружила там умирающего от раны ножом для разрезания бумаги в горло Смита. Перед смертью Смит успевает прошептать: «Профессор, это была она», а в правой руке убитого было зажато пенсне в золотой оправе.
Холмс тщательно изучает эту улику и приходит к выводу, что пенсне принадлежит сильно близорукой даме. Затем Холмс в сопровождении Ватсона выезжает на место преступления, в дом профессора Корэма. Холмс осматривает дом, местность около дома, а затем беседует с профессором, который никак не может объяснить произошедшее. Внезапно Холмс, увидев, что профессор является заядлым курильщиком, начинает курить, одну за одной, сигары, которые специально привозят профессору.
На следующий день Холмс, Ватсон и Хопкинс приходят к профессору, и Холмс заявляет всем, что женщина, целью которой было похитить некие бумаги, убила Смита в результате несчастного случая. Потеряв своё пенсне, она, испугавшись вошедшего Смита, сослепу ударила его случайно подвернувшимся предметом – ножом для срезывания печатей. Практически не видя, куда идти, женщина попала в спальню профессора, который её узнал и спрятал в шкафу. Об этом свидетельствуют следы на пепле от сигар Холмса, который он специально стряхивал накануне как раз возле шкафа.
Из шкафа выходит женщина, представляется Анной, и во всем признаётся, полностью подтверждая правоту Холмса. Оказывается, она и её муж Сергей были русскими революционерами (в переводе Г. Чарского, 1905 - речь об итальянских революционерах). После убийства крупного полицейского чиновника среди революционеров начались аресты, и, чтобы спасти свою жизнь, её муж выдал собственную жену, а также её близкого друга Алексея. Бежав в Англию со всеми деньгами организации и архивом, Сергей сменил имя, став профессором Корэмом, и затаился.
Выйдя из мест заключения, Анна решает найти изменника, чтобы забрать у него часть бумаг из архива революционной организации. Эти бумаги, направленные правительству России, могли бы помочь смягчить приговор томящемуся на каторге Алексею. Женщина сумела проникнуть в дом и забрать нужные документы, но в результате несчастного случая стала убийцей совершенно непричастного человека. Чистосердечно рассказав свою историю, Анна сообщает, что перед выходом из шкафа приняла яд и просит Холмса доставить важные бумаги в русское посольство.

## Переводы на русский язык
- Е. Ломиковская, перевод 1904 года.
- Г. Чарский - Золотое pince-nez. Перевод 1905 года. Дореволюционный перевод в связи с революционными событиями в России в 1905 году, называет героев рассказа - русских революционеров итальянцами.
- Н. Г. Санников, О. Кравец, перевод 1966 года  — под вышеупомянутым названием.
- Г. Веснина, перевод 2008 года   — «Дело о золотом пенсне».
- А. Кудрявицкий, перевод 1990 года   — «Золотое пенсне».
- В. Михалюк, перевод 2008 года (переиздан: 2017) — «Приключение с золотым пенсне»[1].
- О. Сухарев, 2018.